# Put kraljičina štapa
Put kraljičina štapa (eng. Queen's Baton Relay), slično putu olimpijskog plamena, je put oko svijeta prije početka Igara Commonwealtha, u kojem, kao u štafeti, razni nositelji primaju od prethodnog davatelja, trče noseći ga i predaju ga idućem u nizu. Iako sliči štafetnoj utrci, ovo nije trka, odnosno nositelji su samo u simboličnom trku, trčećem kretanju. 

U štapu se nalazi poruka čelnika Britanske zajednice naroda ("Commonwealtha"). Trenutačno (stanje u listopadu 2007.) je to engleska kraljica Elizabeta II. 

Put tradicionalno počinje od Buckinghamske palače u Londonu i to kao dio londonske proslave Dana Britanske zajednice naroda (eng. Commonwealth Day). 

Kraljica uručiva štap prvom trkaču. Na ceremoniji otvaranja igara, zadnji trkač u nizu uručiva kraljici (ili osobi koja ju mijenja) štap nazad. Potom isti čita glasno poruku, čime službeno otvara igre.

## Povijest
Ovo štafetno nošenje je uvedeno na Igrama 1958. u velškom Cardiffu. 

Do Igara 1994., kraljičin štap je išao samo kroz Englesku i zemlju domaćina.

Za Igre Commonwealtha 1998. u Kuala Lumpuru u Maleziji se prvi put uvelo da se kraljičin štap nosi diljem cijele Britanske zajednice naroda. 

Kraljičin štap je za Igre Commonwealtha 2002. nošen putem od preko 100 tisuća kilometara i prošao je kroz 23 zemlje.

## Victoria, Britanska Kolumbija, Kanada, 1994.
Štap je bio izrađen od srebra, a na njemu su ili urezani tradicijski simboli stvarateljstva obitelji i kultura, uključujući vuka, gavrana i orla sa žabom u kljunu.

## Kuala Lumpur, 1998.
Malezija je dala svoj pečat Igrama, kada se kraljičin štap unilo na stadion na slonu. Kraljeviću Edvardu ga je predao malezijski prvi osvajač odličja na Igrama Britanske zajednice naroda, Koh Eng Tong, koji je osvojio zlatno odličje u dizanju utega 1950.

### O štapu
Izgleda štapa za igre 1998. je bio nadahnut tradicionalinim malezijskim artefaktom, t.zv. "gobekom", jedinstveni cilindričnim predmetom, često korištenim u malezijskim domaćinstvima.

## Manchester, 2002.
Štap je bio od posebnog značenja, jer je simbolizirao zlatni jubilej engleske kraljice. Stoga je dizajniran za odraziti jedinstvenost pojedinačnog i općeg ritma ljudske vrste.

## Melbourne, 2006.
Put kraljičina štapa 2006.  je bila najdulja svjetska štafetna "trka", koja je prešla 180 tisuća kilometara, posjetivši svaku od 71 zemlju članicu koja je poslala svoj sastav na Igre. u godinu i jedan dan.

Kraljičin štap je započeo svoj put, po običaju, u Buckinghamskoj palači, a okončao je svoj put u Melburneu, u Australiji, na Melbourne Cricket Groundu. Nosio je poruku kraljice Elizabete II. na ceremoniju otvaranja.

### O štapu
Štap je sadržavao 71 svjetlo na prednjem dijelu, predstavljajući 71 zemlju članicu Federacije Igara Commonwealtha. Videokamera koja je bila ugrađena s prednje strane štapa je snimala neprekidno kako je štap putovao. GPS-lokator je bio ugrađen, tako da se položaj štap moglo uživo viditi na službenim internetskim stranicama Igara Commonwealtha.

## Zadnji nosači štapa
- Auckland 1990. - Peter Snell.
- Kuala Lumpur 1998. - Koh Eng Tong.
- Manchester 2002. - David Beckham i Kirsty Howard.
- Melbourne 2006. - John Landy, en:Governor of Victoria.

## Vanjske poveznice
- Službene stranice